# 百白破疫苗
，是指百日咳、白喉、破伤风混合的疫苗（三合一疫苗）。它由百日咳疫苗、精制白喉和破伤风类毒素按比例配制而成，用于预防百日咳、白喉、破伤风三种疾病。按照三种疫苗的组合成分、比例不同，有几种不同的百白破混合疫苗，會用不同的英文簡稱表示。
，指包括白喉及破傷風的類毒素及不活化的百日咳博德特氏桿菌。
，其中已沒有百日咳桿菌（其中的a表示沒有細胞）。Tdap疫苗全名是減量破傷風白喉非細胞性百日咳混合疫苗，除了沒有百日咳桿菌外，破傷風白喉類毒素也有減量。
白喉、破傷風、非細胞性百日咳、b 型嗜血桿菌及不活化小兒麻痺症五合一疫苗（DTaP-Hib-IPV）為臺灣常規接種疫苗。
香港則稱白喉、破傷風、全細胞性百日咳、小兒麻痺症四合一混合疫苗為DTPP疫苗。

## 外部連結
- Tdap Vaccine: What You Need to Know （页面存档备份，存于）, vaccine information statement (5/9/2013 release)
- Td or Tdap Vaccine: What You Need to Know （页面存档备份，存于）, vaccine information statement (5/17/2007 release)